# Sufragi a Espanya
El sufragi a Espanya està establit per la Constitució espanyola de 1978.

## Història del sufragi a Espanya
El sufragi universal tingué lloc a Espanya per influència de la França revolucionària. Segons Alejandre García (1990, p. 290), aquest sufragi universal mai ha sigut totalment universal per unes circumstàncies o altres, comptant amb el límit de la majoria d'edat per raons de maduresa.
El Decret de 22 de maig de 1809 establí que les Corts representen legalment la Monarquia. La instrucció de l'1 de gener de 1810 fou la primera llei electoral de l'estat espanyol i establia que l'elector havia de ser: parroquià del lloc on votaria, amb casa oberta, major de 25 anys i que fóra home. A més, el sufragi era indirecte, elegint 1 de cada 200 veïns, per formar Junta de Parròquia i d'allí Junta de Província). El candidat havia de ser bàsicament una persona rica per exigir-se-li mitjans econòmics. Aquest sistema assegurava que els resultats foren discriminatoris.
La Constitució de Càdis (1812) seguí un sufragi universal viciat. Els electors no estaven limitats per cens però els elegibles, els diputats, sí que havien de tindre una renda mínima. A més, seguia un mètode indirecte.
Després de la mort de Fernando VII, els lliberals establiren un sufragi censatari. El Reial Decret de 20 de maig de 1834 establia un sistema electoral indirecte practicable solament en ciutats cap de partida (en total, 452 municipis). Aquesta situació de discriminació provocà un desinterès en la participació en la política fins i tot per lliberals. Es va debatre per ampliar la base electoral, xocant amb els partidaris de restringir encara més. Quan es van dissoldre les Corts, va aparèixer una altra llei, el Decret de 24 de maig de 1836, que seguia establint un sufragi censatari però ampliant la base electoral. Amb le motí de la Granja es restabliria la Constitució de 1812, amb el sufragi universla indirecte.
Amb l'establiment de la Constitució de 1837, es deixa la regulació del sistema electoral a una llei ordinària alhora que estableix que els diputats siguen elegits per via directa i l'elecció mixta dels senadors, sent designats pel rei entre la llista dels electors. La llei electoral de juny de 1837 establia un sufragi censatari.
Entrada en vigor la Constitució de 1845, la llei electoral de 18 de març de 1846 establí un sufragi censatari més restrictiu que l'anterior. Davant aquesta llei, va haver una reacció per part dels progressistes que es convertiren en defensors del sufragi universal. Un projecte de llei electoral de maig de 1856 intentà una solució a mitges d'aquesta reivindicació però fracassà. Més tard, la llei de 18 de juliol de 1865 d'O'Donell ampliaria un poc més la base electoral. Aquesta llei era de caràcter transitori i s'aplicà fins al destronament d'Isabel II i el període de la Restauració.
Baix el règim del general Serrano, s'establí el decret de 9 de novembre de 1868, una norma que establia el sufragi universal, directe i secret per a homes majors de 25 anys.
En la Primera República Espanyola es va reduir l'edat a 21 anys.
Les primeres eleccions fetes amb la monarquia restaurada foren fetes amb sufragi universal. La Constitució de la Monarquia Espanyola no establí el sufragi universal alhora que deixava que fora establit el tipus de sufragi amb una llei posterior. Aquesta llei foren dos:
- La llei de 8 de febrer de 1877 per a elegir els senadors: 30 senadors elegibles per institucions eclesiàstiques, acadèmiques o Societats d'Amics del País[9] i 150 elegibles via sufragi indirecte per Diputacions provincials i compromisaris nomenats pels ajuntaments i els majors contribuients dels pobles.[10]
- La llei de 28 de desembre de 1878 per a elegir diputats: copiava amb algunes modificacions a la d'O'Donell de 1865.[11]

El Partit Liberal Fusionista de Sagasta tirà endavant una llei electoral, la llei de 26 de juny de 1890. Establia que podien votar varons, majors de 25 anys, amb ple ús dels drets civils i que foren veïns durant dos anys mínims de residència. Es consideraven incapaços de votar: els inhabilitats, els condemnats, els concursats, qui devia fons públics, asilats, captaires i les persones de cossos armats. Aquest sufragi universal fou aprovat per llei perquè li interessava a Sagasta, no perquè en eixe moment haguera sigut reclamat per un moviment popular.
El 1892 el diputat José María Planas presentà una proposició de llei que pretenia establir que el vot fora obligatori. No va tindre èxit en ser aprovada.
La falta de restriccions censatàries feia difícil manipular la massa de votants, especialment a ciutats, per a manipular la votació crearen la llei de Maura de 8 d'agost de 1907, que en teoria milloraria el sufragi amb garanties. Aquesta llei creà la figura del candidat.
El 1918, el Partit Socialista Obrer proposà en el seu programa polític que les dones pogueren votar. La Dictadura de Primo de Rivera va permetre que les dones ser candidates.
Com les sufragistes britàniques que tingueren èxit, les feministes d'altres països es van animar. Així, amb la Segona República Espanyola a partir de 1931, va haver la reivindicació. El Decret de 29 d'abril de 1931 reduïa l'edat als 23 anys i un Decret de 8 de maig eliminà la figura del candidat creat per la llei de Maura i va reconèixer les dones i els sacerdots com a elegibles. Més tard, es van constituir les Corts i es va debatre respecte el vot femení. Malgrat que tots els grups polítics estaven a favor del dret en sí, no estaven d'acord quan atorgar el dret:
- A favor d'incloure-ho a la constitució: Els republicans conservadors, els socialistes, les minories intel·lectuals i els partits de dreta que estaven contra la República. Aquests últims es vanaven que la majoria de les dones eren conservadores.[16]
- En contra d'atorgar-lo prompte: l'esquerra representada per Acció Republicana, el Partit Radical Socialista i el Partit Radical temia que el vot femení seria sobretot conservador pel que volia ajornar-ho. Van haver dos dones enfrontades al respecte: Victoria Kent, del Partit Radical Socialista, que defenia que primer la dona havia de ser educada i Clara Campoamor, del Partit Radical, va defendre la posició contrària i per això fou abandonada pel seu partit.[17]

Per 161 vots a favor, contra 121 no a favor, es va introduir a la Constitució (art. 36) el sufragi universal sense discriminació per sexe. El 1936, la victòria del Front Popular d'esquerres va demostrar que el triomf electoral de l'esquerra no estava condicionat per si votaven les dones o no, sinó qüestió d'estratègia.
Durant el període franquista, el sufragi estava controlat pel règim dictatorial. Així, entre el 1942 i el 1975, les dones tingueren dret a vot en les eleccions sindicals. A partir de 1968 podien ser elegides regidores i membres de les corporacions provincials. També hagueren dones procuradores a les Corts orgàniques, sent menys de l'1,5% dels representants.

## Sufragi en l'actualitat
El sufragi ha de ser per l'art. 23.1 de la Constitució universal, directe, lliure i secret per a determinats tipus d'eleccions i indirecte per a altres. El sufragi del primer tipus s'aplica a les eleccions al Congrés dels Diputats, a les corporacions municipals, una part dels membres del Senat, a les assemblees legislatives autonòmiques, al Parlament Europeu (establit per la Llei Orgànica 5/1985, de 19 de juny, del Règim Electoral General (LOREG) i als cabildos insulars (establit també per la LOREG). El sufragi és indirecte per a l'elecció dels diputats provincials i dels senadors que representen les comunitats autònomes.
El sufragi universal implica que no hi ha exclusió per raça, sexe, ideologia, riquesa, nivell educatiu o altre factor políticament significatiu per als ciutadans.
El sufragi lliure implica que no és obligatori votar i que les eleccions són plurals i plenament democràtiques.
El sufragi igual implica que cada elector té assignat el mateix nombre de vots a nivell formal. A nivell material, la qualitat del vot varia segons la circumscripció electoral on vota, l'abstenció electoral i la fórmula electoral.
El sufragi directe s'aplica a: les eleccions al Congrés dels Diputats, per a elegir la major part dels membres del Senat, a les assemblees legislatives autonòmiques, al Parlament Europeu, a les corporacions municipals, als alcaldes en règim de consell obert i als cabildos insulars. L'indirecte és exercit pels regidors dels ajuntaments qui elegeixen als membres de la Diputació Provincial i els diputats de les assemblees legislatives autonòmiques qui elegeixen senadors.
El sufragi secret implica que la gent no pot ser obligada per llei la seua opció de vot. A més, es donen uns instruments materials per a garantir-ho: cabines de vot, urnes segellades, models oficials de paperetes, els sobres on hi ha les paperetes i altres.
El sufragi personal l'exerceix l'elector votant en la secció on està censat i a la mesa electoral que li assignen. Es pot votar per correu però no es pot delegar el vot.
El sufragi actiu (els electors) està disposat als ciutadans espanyols amb majoria d'edat.
Els estrangers residents poden votar en les eleccions municipals si hi ha un criteri recíproc per als espanyols en els estats d'origen. És el cas dels Països Baixos i Dinamarca des de 1989 i Noruega i Suècia des de 1990 i qualsevol país de la Comunitat Europea des de l'entrada en vigor del Tractat de la Unió Europea. Les eleccions locals i les autonòmiques estan lligades a la residència, no a la nacionalitat. Els residents dels països que siguen Bolívia, Xile, Colòmbia, Equador, Noruega, Nova Zelanda, Paraguai i el Perú poden votar a les municipals.
L'art. 3 de la LOREG estableix que les persones estan incapacitades per a votar: els condemnats perquè no puguen votar, els declarats incapaçós per sentència judicial i els internats en un hospital psiquiàtric per ordre d'un jutge.
El sufragi passiu (els elegibles) implica als majors d'edat amb capacitat d'elector i que no ocupen un càrrec que la legislació considera que el faça inelegible (arts. 6-7 LOREG). Quan el candidat és proclamat electe per la Junta Electoral, pot incórrer en una incompatibilitat pel seu càrrec professional, i per això ha de deixar un dels dos (el polític o el professional). La ciutadania de la Unió Europea pot ser elegible des de l'entrada en vigor de la Unió Europea.
Francisco J. Bastida Freijedo, catedràtic de dret constitucional, va defendre que el criteri per a votar en les eleccions generals fóra la residència i no la nacionalitat.